# Vincent Auclair
Pour les articles homonymes, voir Auclair.
 (juin 2016).
Si vous disposez d'ouvrages ou d'articles de référence ou si vous connaissez des sites web de qualité traitant du thème abordé ici, merci de compléter l'article en donnant les références utiles à sa vérifiabilité et en les liant à la section « Notes et références ».
Vincent Auclair (Laval, 9 août 1965 - ) est un homme politique québécois. Il a représenté la circonscription de Vimont à l'Assemblée nationale du Québec de 2003 à 2012. Il siégeait en tant que député du Parti libéral du Québec.

## Biographie
Né à Sainte-Rose, il est père de deux enfants, William et Dominique. Il fut président du conseil d'administration du Centre de bénévolat de Laval durant huit ans. Sous sa présidence, le Centre de bénévolat de Laval a organisé, entre autres, la campagne annuelle du Panier de Noël, le programme des petits-déjeuners dans les écoles lavalloises, le comptoir d'équipement de sport pour les enfants défavorisés, la banque alimentaire et les services d'entraide à domicile.
Vincent Auclair détient un baccalauréat ès sciences avec majeure en économique en 1986 et avec mineure en relations industrielles en 1987. À l'Université d'Ottawa, il obtient une licence en droit en 1990 et un diplôme en droit notarial en 1991. Il est membre de la Chambre des notaires depuis 1991. En 1999, il obtient un certificat en planification financière de l'Institut québécois de planification financière.
Notaire et conseiller juridique, Vincent Auclair a exercé sa profession au bureau familial établi au cœur de Sainte-Rose par son grand-père, J.A. Auclair, en 1937. Il a également été enseignant et conférencier pour l'Institut québécois de planification financière. M. Auclair est issu d'une famille de trois générations de notaires impliquée dans le développement socio-économique de la région de Laval depuis des décennies (Fondation de la Cité de la santé de Laval, réfection du pont Gédéon-Ouimet, Fondation parent unique de Laval, Société de développement du Vieux Sainte-Rose, Centre de Bénévolat de Laval).

## Vie politique
Élu député de la circonscription électorale de Vimont aux élections générales du 14 avril 2003, il est adjoint parlementaire à la ministre des Affaires municipales et des Régions et membre de la Commission de l’aménagement du territoire depuis le 8 mars 2005, membre de la Commission des affaires sociales et de la Commission de l’éducation depuis le 5 juin 2003. Il est réélu le 26 mars 2007, de même que le 8 décembre 2008. Il est nommé whip adjoint du parti ministériel le 14 décembre 2008. Il ne s'est pas représenté en 2012.